# Dennis Olsson (fotbollsspelare född 1999)
Dennis Olsson, född 10 juni 1999 i Påarp i Skåne län, är en svensk fotbollsspelare som spelar för Östers IF.

## Klubbkarriär

### Pååarps GIF
Han började spela fotboll när han var fyra år i lokalklubben Påarps GIF, där spelade han fram tills att han fyllde tio.

### Eskilsminne IF
Vid tio års ålder tog Dennis sitt första steg i fotbollskarriären när han lämnade sin moderklubb Påarps GIF till en rival i regionen Eskilsminne IF. Han var tidigt i ungdomsåren en framträdande fotbollsspelare i Eskils framgångsrika P-99-lag, och kännetecknades av sin irrationella spelstil, känsliga vänsterfot och förmåga att utföra tekniska aktioner med bollen i hög fart. 2012 var han en starkt bidragande orsak till att Eskilslaget vann Nordens största försäsongsturnering, Future Cup i Göteborg. 
Olssons talang gjorde att bland andra Helsingborgs IF och Landskrona BoIS ville knyta till sig honom i tonåren men han valde att fortsätta i Eskilsminne IF. Dennis Olsson fanns med i det juniorlag i Eskilsminne IF som tog sig till distriktsmästerskapsfinal 2017 där man föll med 4-3 (efter förlängning) mot Trelleborgs FF och som samma år slutade 4:a i U19- Div 1 Södra Götaland. 
Han tog sig upp från ungdomslagen och vid 18 års ålder tog han steget upp till A-laget. Under sommaren 2017 började han få regelbunden speltid. Säsongen 2020, som skulle bli hans sista i Eskilsminne spelade han 29 matcher och noterades för sex mål. 

### Helsingborgs IF
Den 5 januari 2021 blev Dennis Olsson presenterad av Helsingborgs IF, och han var klubbens första värvning inför kommande säsong i Superettan. 21-åringen fick ett varmt välkomnande av Andreas Granqvist, även han uppvuxen i Påarps GIF. Han har skrivit på ett fyraårskontrakt med klubben. 

### Östers IF
I december 2024 värvades Olsson av Östers IF, där han skrev på ett tvåårskontrakt.